# Vorrei che fosse amore/Caro
Vorrei che fosse amore/Caro è il 91° singolo di Mina, pubblicato a inizio ottobre 1968 su vinile a 45 giri dalla PDU e distribuito dalla Durium.

## Il disco
Contiene due brani registrati verosimilmente nelle stesse sessioni di quelli nel singolo precedente (primi giorni di ottobre). 
Esiste anche in versione promozionale (stesso numero di catalogo), di cui è vietata la vendita.
Nelle canzoni gli arrangiatori dirigono ciascuno la rispettiva orchestra.
A oltre un anno di distanza dal grande successo La banda, riporta Mina nella top-ten della hit-parade; tre settimane consecutive, dal 21 dicembre 1968 al 4 gennaio 1969, al decimo posto.

51° nella graduatoria annuale dei 100 singoli più venduti del 1968, in un periodo in cui Mina ha altri due 45 giri in classifica: Un colpo al cuore (69°) e Regolarmente (96°).

## Vorrei che fosse amore

### Storia
Celebre sigla finale delle quindici puntate di Canzonissima 1968, grande successo televisivo con Mina protagonista assieme a Walter Chiari e Paolo Panelli, si trova nell'album omonimo in cui l'artista ha voluto raccogliere i pezzi creati apposta per quella trasmissione. Nel 1969 viene inserita nell'antologia Incontro con Mina.
Nella decima puntata dello show (30 novembre), Mina interpreta la canzone anche dal vivo. L'esibizione è contenuta nel DVD Gli anni Rai 1968 Vol. 3, in un cofanetto monografico di 10 volumi pubblicato da Rai Trade e GSU nel 2008.
Il pezzo è stato utilizzato anche in un Carosello Barilla girato da Mina nello stesso anno per la regia di Antonello Falqui.

### Musica e testo
Su un motivo scritto da Canfora su misura, con il testo di Antonio Amurri Mina sembra confessare al pubblico la sua fragilità sentimentale ed emotiva negli argomenti di cuore. Ne parla sensibilmente ma impersonalmente come fosse una donna comune della sua età e non da grande diva come atteso dalla platea dei fan. Siccome questa volta è la cantante stessa con toni pacati a prendere l'iniziativa e non i giornali scandalistici, abituati a illustrare dettagliatamente e morbosamente la vita privata dell'artista, questi ultimi ignorano la canzone e i messaggi che contiene, così facendo e con l'aiuto del cinismo del pubblico, diventano indirettamente la ragione per cui il brano raggiunge solo l'ultima posizione della top-ten.

### Versioni di Mina in lingua straniera
L'anno successivo viene incisa anche in francese, col titolo Sì..., su un singolo e nella raccolta Je suis Mina nel 2011.
Per promuovere questa edizione, sul finire di aprile 1969 la cantante si reca a Parigi. Con lei, il giornalista Gigi Vesigna, che avrebbe poi documentato l'evento in un réportage per la rivista settimanale TV Sorrisi e Canzoni:
(Gigi Vesigna, in TV Sorrisi e Canzoni n°21 del 25 maggio 1969)
L'artista apparirà anche in tre trasmissioni televisive d'oltralpe, i filmati tratti da Samedi et compagnie (26 aprile) e La grande bousculade (2 luglio), sono reperibili su YouTube.
La versione inglese More Than Strangers (testo di Gladys Shelley e Jimmy Nebb) sempre del 1969, fa parte dell'omonimo album realizzato per il mercato anglo-sassone e distribuito negli Stati Uniti dall'etichetta Regalia lo stesso anno. In Italia è rimasta inedita fino al 2011, epoca della raccolta I Am Mina (EMI).
All'inizio del 1969, è stata presentata da Mina anche alla televisione spagnola nella trasmissione Gala del sabado, insieme a Un colpo al cuore e Sacumdì sacumdà. Il brano non possiede però un testo in spagnolo, tuttavia è compreso in un EP per il mercato latino pubblicato in Brasile nel 1969 (Fermata EPE-609) insieme alla canzone sul lato B e ai due pezzi del singolo successivo.

### Cover
- 1968  - Silvia, 45 giri, (Junior - JR 0013)
- 1969 - Bruno Canfora Orchestra, 45 giri, pubblicato nel Regno Unito (Fontana  Records – TF 1014)
- 1970 - Sergio Franchi, 45 giri, More Than Strangers (testo di Gladys Shelley e Jimmy Nebb), pubblicato negli Stati Uniti d'America (United Artists Records – UA50664).
- 1977 - Lara Saint Paul nell'album Una canzone, un amore (Company Discografica Italiana - CALP 2050), pubblicato in Italia e Bulgaria.
- 1995 – The Platters nella doppia compilation Mina contro Battisti - Le canzoni della nostra vita (RTI Music – RTI 0214-2)
- 2004 - Patrizia Conte, 45 giri, (Love University Records – 3141); album A Mina con il Renato Sellani Trio (Philology Jazz Records – W 272.2).
- 2015 - Matteo Brancaleoni featuring Renzo Arbore per l'album Made in Italy (Irma Records – IRM1456).

## Caro
Uno dei pochissimi brani in cui Mina scrive il testo (in precedenza l'adattamento italiano per Nel fondo del mio cuore e una sola frase in I discorsi), contiene anche un intervento vocale di Augusto Martelli, compositore ed arrangiatore del pezzo, nonché all'epoca compagno della cantante.
Presente solo nell'introvabile raccolta, pubblicata unicamente su Stereo8 e musicassetta, Appuntamento con Mina del 1968, ricomparirà digitalizzato nella Platinum Collection (EMI) del 2004.

## Tracce
Lato A
1. Vorrei che fosse amore – 2:26 (testo: Antonio Amurri – musica: Bruno Canfora; edizioni musicali Curci)

Lato B
1. Caro – 3:16 (testo: Mina, Maurizio Seymandi – musica: Augusto Martelli; edizioni musicali Southern / Applauso)